# Хайду (Борджигин)
Хайду (Кайду, монг. Хайду?, ᠬᠠᠢ᠌ᠳᠤ?, кит. упр. 海都, пиньинь Hǎidū, перс. قايدو‎; ок. 1025/1030/1040/1050—ок. 1100) — монгольский правитель (ок. 1080—ок. 1100) из рода Борджигин, праправнук Бодончара Мункхага, среди его прямых потомков Хабул-хан, Чингисхан и Тамерлан; согласно историческим хроникам, первый хан, объединивший под своей властью монгольские роды.

## Биография
Хайду упоминается в «Сокровенном сказании монголов», «Юань ши» и «Джами ат-таварих» (цитирующей «Алтан дэбтэр»). Будущий хан родился около 1050 года и был младшим из восьми сыновей правительницы (хатун) Мунолун, овдовевшей жены Хачи-Кулюка, сына Менен-Тудуна. В это время государство кидань-монголов Ляо (907—1125) контролировало Монголию, при этом, обстановка в самых северных районах была нестабильной. В частности, в Монголии происходили внезапные перемещения коренных племен, спровоцированных набегами кочевых племен Маньчжурии.
В 1050-х годах маньчжурское племя чжурчжэней напало на живших по реке Керулен в дальневосточном регионе Монголии джалаиров, племя неустановленной этнической принадлежности (возможно относящееся к дарлекин-монголам, или тюркских кровей). Джалаиры в составе семидесяти родов вынуждено бежали в верховья Онона — родовые степи борджигин-монголов, возглавляемых правительницей Мунолун (Намулун в «Сокровенном сказании»; Рашид ад-Дин, «Джами ат-таварих», II, 1, о Дутум-Мэнэне, сыне Бука... ч. 1).
На родовых пастбищах борджигин джалаиры, испытывавшие голод, вынуждено занимались собирательством, что спровоцировало конфликт с хатун Мунолун, переросший в резню, в результате которой джалаиры истребили почти всю племенную знать борджигин, в том числе, Мунолун и всех её сыновей, кроме Хайду и старух (Рашид ад-Дин, «Джами ат-таварих», II, 1, о Дутум-Мэнэне, сыне Бука... ч. 1). Выжившие женщины прятали Хайду, пока его не нашёл и не укрыл родной дядя Начин-баатур, прибывший после известия об истреблении борджигин (Рашид ад-Дин, «Джами ат-таварих», II, 1, о Дутум-Мэнэне, сыне Бука... ч. 1).
Когда Хайду вырос, то соплеменники признали его вождём. Его стан находился юго-восточнее горы Хэнтэй, у истоков Онона и Керулена.
Хайду повёл единоземцев на джалаиров и, разгромив их, вынудил признать свой сюзеренитет. Во время правления Хайду, род борджигин процветал, и их число возросло. Согласно «Юань ши», «Семьи различных племён одна вслед за другой пришли к нему, ища покровительства, и число его подданных возрастало с каждым днём» («Юань ши», I, p. 3). В памяти монголов остался, как «первый, кто правит всеми монголами».
Скончался ок. 1100 года. После смерти подчинявшиеся Хайду племена оказались поделёнными между тремя его сыновьями: Байшингор-Докшином, Чарахай-Линху и Чаочжин-Ортегаем (Сокровенное сказание монголов. § 47). Впоследствии внук Байшингор-Докшина — Хабул-хан — сумел объединить монголов вновь (Сокровенное сказание монголов. § 52).